# Liên minh quan thuế Đức

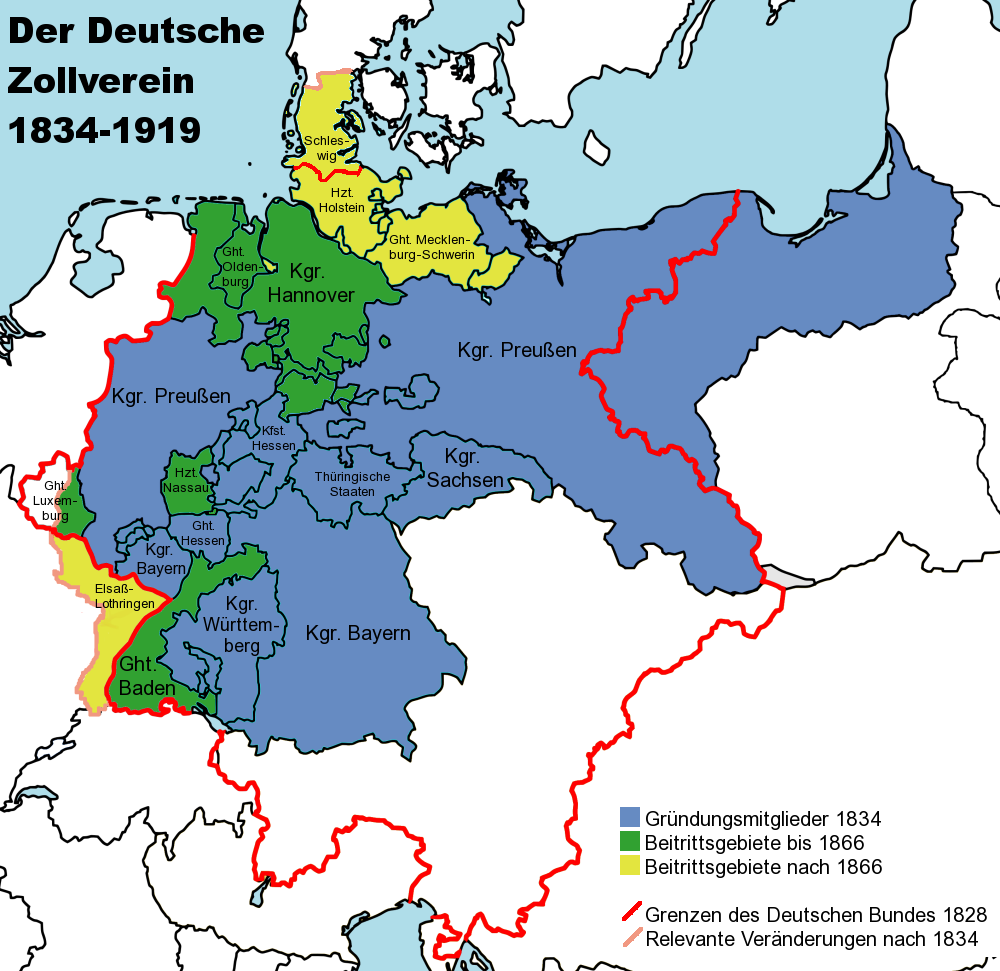
Der Deutsche Zollverein 1834–1919
Xanh dương = lúc mới thành lập
Xanh lục = Mở rộng cho tới 1866
Vàng = Mở rộng sau 1866
Đỏ = Biên giới Deutscher Bund 1828
Hồng = Thay đổi sau 1834

Liên minh quan thuế Đức  (tiếng Đức: Deutscher Zollverein) là sự liên kết của các nước thuộc Liên minh các quốc gia Đức trong lãnh vực chính sách quan thuế và thương mại. Liên minh quan thuế này có hiệu lực từ ngày 1 tháng 1 năm 1834 sau khi đã ký hợp đồng thống nhất quan thuế vào ngày 22 tháng 3 năm 1833.
Liên minh quan thuế Đức, mà nước Phổ đóng vai trò quan trọng nhất, như vậy thay thế cho liên minh quan thuế Phổ-Hessen, liên minh thương mại Trung Đức và liên minh quan thuế Nam Đức. Bên cạnh vương quốc Phổ, liên minh này ban đầu bao gồm công quốc Hessen, tuyển hầu quốc Hessen, vương quốc Bayern, vương quốc Württemberg, vương quốc Sachsen và những nước Thüringen. Cho tới 1836 công quốc Baden, công quốc Nassau và thành phố tự do Frankfurt cũng gia nhập liên minh quan thuế. 1842 liên minh mở rộng thêm những vùng Luxemburg, công quốc Braunschweig và Lippe, 1854 vương quốc Hannover và công quốc Oldenburg. Như vậy Liên minh quan thuế Đức trước khi Liên minh Bắc Đức được thành lập có một lãnh thổ khoảng 425.000 km².
Mục đích của Liên minh quan thuế Đức là để thành lập một thị trường chung, thống nhất những quy định về thuế má. Về mặc chính trị nó làm vững mạnh vị trí ưu thế của Phổ và thúc đẩy sự hình thành giải pháp một nước Đức "nhỏ" (không có Áo). Sau khi đế quốc Đức được thành lập, nhiệm vụ của liên minh được giao cho đế quốc. Mặc dù không thuộc đế quốc Đức, Luxemburg qua hợp đồng liên minh quan thuế cho tới 1919 thuộc khu vực quan thuế Đức.

### Vào thời đó
- Alfred Bienengräber: Statistik des Verkehrs und Verbrauchs im Zollverein für die Jahre 1842 - 1864. Nach den veröffentlichten amtlichen Kommerzial-Übersichten etc. Duncker, Berlin 1868.
- Bản mẫu:Mercks Warenlexikon
- Johannes Falke: Die Geschichte des deutschen Zollwesens. Von seiner Entstehung bis zum Abschluß des deutschen Zollvereins. Veit, Leipzig 1869.
- Hermann von Festenberg-Packisch: Geschichte des Zollvereins mit besonderer Berücksichtigung der staatlichen Entwickelung Deutschlands. Brockhaus, Leipzig 1869
- Gustav Höfken: Der deutsche Zollverein in seiner Fortbildung. Cotta, Stuttgart und Tübingen 1842.
- Statistische Uebersichten über Waaren-Verkehr und Zoll-Ertrag im Deutschen Zoll-Vereine. Zusammengestellt von dem Central-Bureau des Zoll-Vereins nach den amtlichen Mittheilungen der Zollvereins-Staaten. Berlin 1842–1859.
- Konrad Sturmhoefel: Der deutsche Zollverein. Ein geschichtlicher Rückblick. Verlag für Sprach- und Handelswissenschaft, Berlin 1906.
- Georg von Viehbahn: Statistik des zollvereinten und nördlichen Deutschland. 3. Bde. Berlin 1858–1868.
- Wilhelm Weber: Der deutsche Zollverein. Geschichte seiner Entstehung und Entwicklung. Veit & Comp., Leipzig 1869.

### Sau này
- Jürgen Angelow: Der Deutsche Bund. Wiss. Buchgesellschaft, Darmstadt 2003, ISBN 3-534-15152-6, S. 60–67.
- Helmut Berding: Die Reform des Zollwesens in Deutschland unter dem Einfluss der napoleonischen Herrschaft. In: Geschichte und Gesellschaft. Heft 4 1980, S. 523–537.
- Wolfram Fischer: Der deutsche Zollverein. Fallstudie einer Zollunion. In: Wolfram Fischer: Wirtschaft und Gesellschaft im Zeitalter der Industrialisierung. Göttingen, 1972, ISBN 3-525-35951-9, S. 110–128.
- Wolfram Fischer: Der deutsche Zollverein, die europäische Wirtschaftsgemeinschaft und die Freihandelszone. In: Wolfram Fischer: Wirtschaft und Gesellschaft im Zeitalter der Industrialisierung. Göttingen, 1972, ISBN 3-525-35951-9, S. 129–138.
- Hans-Werner Hahn:
  - Geschichte des Deutschen Zollvereins. Vandenhoeck & Ruprecht, Göttingen 1984, ISBN 3-525-33500-8. Digitalisat
  - Die industrielle Revolution in Deutschland. München 2005, (=EDG, Band 49) ISBN 3-486-57669-0.
  - Der Zollverein von 1834 aus preußischer Perspektive. In: Michael Gehler et al (Hrsg.): Ungleiche Partner? Österreich und Deutschland in ihrer gegenseitigen Wahrnehmung:Historische Analysen und Vergleiche aus dem 19. und 20. Jahrhundert. Studien Verlag, 1. Aufl. 2009, ISBN 978-3-7065-4849-6 (S. 95-114); Reprint des HMRG-Beiheftes Nr. 15 von 1996, siehe Leseprobe
- Richard H. Tilly: Vom Zollverein zum Industriestaat. Die wirtschaftlich-soziale Entwicklung Deutschlands 1834 bis 1914. DTV, München 1990, (Deutsche Geschichte der neuesten Zeit) ISBN 3-423-04506-X.
- Heinrich von Treitschke: Die Gründung des Deutschen Zollvereins. Leipzig 1913 (= Auszüge aus Heinrich von Treitschke: Deutsche Geschichte im Neunzehnten Jahrhundert. Bände II–IV, Leipzig 1879–1894).
- Hans-Ulrich Wehler: Deutsche Gesellschaftsgeschichte. Band 2: Von der Reformära bis zur industriellen und politischen Deutschen Doppelrevolution 1815–1845/49. C. H. Beck, München 1989, ISBN 3-406-32262-X.
- Wolfgang Zorn: Staatliche Wirtschafts- und Sozialpolitik und öffentliche Finanzen 1800–1970. In: Hermann Aubin und Wolfgang Zorn: Handbuch der deutschen Wirtschafts- und Sozialgeschichte. Band 2. Stuttgart 1976, Bản mẫu:Falsche ISBN, S. 148–197.